# Platylophus
Platylophus es un género con tres especies de plantas con flores perteneciente a la familia Cunoniaceae. 

## Especies seleccionadas
- Platylophus nemoralis
- Platylophus obscurus
- Platylophus trifoliatus